# Fluitpolder
De Fluitpolder is een polder en een voormalig waterschap in de gemeente Leidschendam-Voorburg, in de Nederlandse provincie Zuid-Holland.
Het waterschap was verantwoordelijk voor de vervening, drooglegging en de waterhuishouding in de gelijknamige polder.
De verdwenen Fluytermolen (1641 of eerder) bemaalde de polder, die ten noorden van de Zijdepolder is gesitueerd (n.b. niet aangegeven op de kaart).
Het plein Fluitpolderplein herinnert nog aan de polder.